# Гільєрмо Шешурак
Гільєрмо Шешурак (Guillermo Szeszurak, нар. 16 жовтня 1971 року в Буенос-Айресі) — аргентинський футболіст українського походження, який грав на позиції нападника, тренер.

## Футбольна кар'єра

### Клубна кар'єра
Вихованець клубу «Рівер Плейт Буенос-Айрес». Кар'єру футболіста розпочав у «Excursionistas», звідки в 1995 перейшов в клуб «Лос-Андес». У 1996 році він виїхав до Португалії, де захищав кольори «F. C. Felgueiras». Потім повернувся до «Excursionistas». У сезоні-2000/01 виступав у третьоліговому «Deportivo Laferrere», після чого знову повернувся до «Excursionistas», де в 2003 завершив кар'єру футболіста. 

## Кар'єра
Після завершення футбольної кар'єри створив власну футбольну школу. З червня 2008 року тренував також третьоліговий клуб «Atlas Буенос-Айрес».

## Успіхи і нагороди

### Клубні успіхи
- Primera B: 1994

## Зовнішні посилання
- Профіль BDFA.com [Архівовано 2 жовтня 2012 у Wayback Machine.] (uk)